# Eriopyga niveipuncta
Eriopyga niveipuncta är en fjärilsart som beskrevs av William Schaus 1894. Eriopyga niveipuncta ingår i släktet Eriopyga och familjen nattflyn. Inga underarter finns listade i Catalogue of Life.